# Kanton Saint-Max
Saint-Max is een kanton van het Franse departement Meurthe-et-Moselle. Het kanton maakt deel uit van het arrondissement Nancy.
Op 22 maart 2016 werden de aangrenzende kantons Malzéville en Tomblaine opgeheven en hun hoofdplaatsen werden opgenomen in het kanton Saint-Max.

## Gemeenten
Het kanton Saint-Max omvat de volgende gemeenten:
- Dommartemont
- Essey-lès-Nancy
- Malzéville
- Saint-Max
- Tomblaine